# Андреевское (городской округ Коломна)
Андре́евское — село в городском округе Коломна Московской области. До 2017 года относилось к Проводниковскому сельскому поселению Коломенского района.

## География
Село находится на левом берегу реки Коломенка.

## История
Упоминается в писцовых книгах 1578 г. В писцовых книгах конца XVI века Андреевское — «за дьяком Ондреем Шерефединовым».
«…сельцо Коломенского уезда, Большого Микулина стана, общее владение каптенармуса Александра Савелова, капитана Данилы Цурикова жены Аграфены Яковлевны, бомбардир капрала Игнатия Желтухина, прапорщика Павла Коровина, межевал 24 мая 1767 г. Арсеньев. Пашня 412 д 415 с, лес 4 д 1600 с, сенной покос 14 д 260 с, селение 11 д 1600 с, дороги 2 д 1900 с, реч. 5 д 1200 с, всего 450 д 2175 с, душ 135. Шифр А-3с. [Г-5]»
«…сельцо 1-го стана, Лунина, Дмитрия Степанов., крестьянъ 183 души м.п., 206 ж., 1 церковь, 60 дворовъ, 93 версты отъ стол., 7 отъ уездн. гор., на просёлочной дороге.»
Предполагается, что именно от имени владельца село стало носить такое название.
В окладных патриарших книгах 1639 года в пехрянской десятине значится церковь Николая Чудотворца с приделами Дмитрия Солунского и Андрея Стратилата «в Коломенском уезде, в поместье Бориса Иванова Пушкина, да Фёдора Глебова, да Антона Загоскина, да Ивана Гаврилова сына Коровина, да Бориса Партенева в селе Андреевском, у речки Коломенки».
В 1780 году в селе возвели каменную церковь в честь Успения Божией Матери при участии местной помещицы Татьяны Ивановны Тетюшевой. Таттьяна Ивановна была дочерью одного из самых зажиточных купцов -  Ивана Тимофеевича Мещанинова, владевшего суконной фабрикой, которая располагалась в соседнем селе Лукерьине, здесь же находился купеческий каменный дом. Приделы церкви Успения — мученика Иоанна Воина и мученицы Татианы предположительно были названы в честь святых покровителей семьи Мещаниновых.  В 1903 году было построено деревянное здание церковно- приходской школы при участии Московского епархиального училищного совета Кирилло-Мефодиевского братства.
По данным археологических исследований, данная местность была заселена намного раньше, нежели о населенном пункте стало упоминаться в летописях. Учеными обнаружены курганы, соответствующие элементам захоронений славянской эпохи.

## Население
| 2002 | 2006 | 2010 | 2021 |
| ---- | ---- | ---- | ---- |
| 84   | ↘79  | ↗98  | ↗119 |

## Достопримечательности
- В селе расположена каменная церковь во имя Успения Пресвятой Богородицы с двумя приделами — во имя мученика Иоанна Воина и великомученицы Татианы. Церковь была построена во второй половине XVIII в. на средства помещицы Т. И. Тетюшевой. Функционировала как православный храм примерно до середины 1930-х годов, после чего была закрыта. За время после закрытия значительно пострадала, церковная утварь была конфискована. Здание использовалось в том числе как склад для удобрений. В 1970-х гг. пожаром был уничтожен иконостас. В 1992 году церковь была возвращена Русской Православной Церкви, после чего в ней были налажены регулярные богослужения и начали проводиться реставрационные работы.
- Неподалёку от церкви обустроен родник — святой источник во имя Святителя Николая Чудотворца с купелью, укрытой деревянным срубом-часовней. Освящение источника и купели было совершено 19 декабря 2005 года.
- Также в селе находится памятник Герою России Александру Маслову, установленный в честь 100-летия со дня его рождения в декабре 2007 года.

Успенская церковь

## Люди, связанные с селом
- Александр Спиридонович Маслов — лётчик, Герой России